# Kalawao County
Kalawao County is een county in de Amerikaanse staat Hawaï. Het is gelegen op het schiereiland Kalaupapa op het eiland Molokai, en bevat drie dorpjes, Kalaupapa, Kalawao en Waikolu. Er is geen county-regering of hoofdplaats. Een gekozen sheriff bestuurt het gebied.
De county heeft een landoppervlakte van 34 km² en telt 90 inwoners (volkstelling 2010) Kalawao County is de op een na minst bevolkte county van de Verenigde Staten, na Loving County in Texas.